# Big Brother Awards
De Big Brother Awards worden jaarlijks uitgereikt aan een persoon, bedrijf, overheidsinstelling en voorstel waarvan wordt gemeend dat deze de persoonlijke privacy beperkt. De prijs ontleent zijn naam aan de totalitaire leider Big Brother uit het boek 1984 van George Orwell. In 2005 werd ook een positieve prijs uitgereikt, genaamd de Winston Award (vernoemd naar de hoofdpersoon uit 1984, Winston Smith), aan iemand die zich inzet voor de bescherming van privacygevoelige gegevens.
De eerste Big Brother Awards werden in 1998 door Privacy International uitgereikt in Londen. In Nederland worden de prijzen sinds 2002 uitgereikt door Bits of Freedom en in België sinds 2010 door de Liga voor Mensenrechten en datapanik.org.

## Winnaars in Nederland

### 2002
- Personen: Monique de Vries, voor het openbreken van een Europees compromis waardoor de bewaarplicht voor verkeersgegevens verzwaard gaat worden
- Bedrijven: TNO, voor het ontwikkelen van de automatische agressiedetectorvideosoftware
- Overheden en instellingen: Het Rijksinstituut voor Volksgezondheid en Milieu (RIVM), voor het bewaren van bloedmonsters van 1,4 miljoen kinderen
- Voorstellen: Commissie Mevis, voor de invoering van een algemene inlichtingenplicht waarbij onder andere banken, verzekeraars en telecommunicatieaanbieders kan worden opgedragen gegevens over hun klanten op te slaan en af te geven aan justitie

### 2003
- Personen: Minister van Justitie Piet Hein Donner
- Bedrijven: Meerdere advocatenkantoren
- Overheden en instellingen: de Immigratie- en Naturalisatiedienst (IND)
- Voorstellen: Wetsvoorstel uitgebreide identificatieplicht

### 2004
- Personen: Frits Bolkestein
- Bedrijven: Digidoor
- Overheden en instellingen: Centrum voor Werk en Inkomen
- Voorstellen: Bewaarplicht verkeersgegevens

### 2005
- Personen: Minister Verdonk omdat gegevens van asielzoekers terechtkwamen bij de ambassade van het land van herkomst van de asielzoeker.
- Bedrijven: Sony BMG voor het infecteren van computers met spyware.
- Overheden en instellingen: Flevo Ziekenhuis voor een slechte beveiliging van patiëntgegevens op internet.
- Voorstellen: Centrale opslag biometrie
- Winston (positief): prof. mr. Hans Franken, voor het aanhoudende verzet in de Eerste Kamer tegen de bewaarplicht verkeersgegevens.

### 2007
- Personen: U! De Nederlandse burger voor de onverschillige houding en desinteresse wie er allemaal met persoonsgegevens aan de haal gaat.
- Bedrijven: De Nederlandse Spoorwegen (NS). De OV-Chipkaart werd door alle ov-bedrijven in Nederland ontwikkeld. Hierbij werden afspraken gemaakt na goed en lang overleg. De RET, Connexxion, Veolia, Arriva, Syntus de NS en alle andere ov bedrijven in Nederland kwamen samen met de Nederlandse regering tot één nationale ov-kaart waardoor het reizen in Nederland veel makkelijker werd. De organisatie heeft bedenkingen of goed naar hun advies is geluisterd en hebben willekeurig een van de ov-bedrijven uitgekozen.
- Overheden en instellingen: De Nederlandsche Bank (DNB) voor het stilhouden van de SWIFT-affaire waarbij gegevensverstrekkingen op verschillende punten in strijd blijken te zijn met bescherming van persoonsgegevens.
- Voorstellen: Elektronisch Kinddossier (EKD) voor het aansturen op een centrale databank voor gegevens van inwoners van 0 tot 19 jaar oud, die daarna nog 15 jaar bewaard zullen worden.

### 2008–2009
Uitreiking op 5 februari 2010 in De Balie.
- Personen: Minister Ter Horst vanwege absentie van nuance tijdens privacydebatten, waar ze lijkt te pleiten voor een maatschappij waar veiligheid altijd boven persoonlijke vrijheid gaat.
- Overheid (ook Publieksprijs): de nieuwe vingerafdrukdatabank vanwege het risico op identiteitsfraude, en vanwege potentieel ernstige gevolgen mocht deze database gehackt worden.
- Bedrijven: T-Mobile Nederland en Vodafone voor het doorsturen van de inhoud van sms'jes naar opsporingsdiensten.
- Voorstellen: het inzetten van mobiele naaktscanners in openbare ruimtes, de jury vond dat er nog nooit zo snel function creep had plaatsgevonden voor een middel om terroristen te vangen.
- Winston Award: Europarlementariër Sophie in 't Veld (D66).

### 2010
Uitreiking op 9 maart 2011 in Pakhuis de Zwijger.
- Personen: Ivo Opstelten vanwege het voorstel om automatisch gescande kentekens vier weken te bewaren
- Bedrijven: Trans Link Systems en de grootste ov-bedrijven vanwege het doorzetten van de OV-chipkaart – en zelfs kijken of het ook als betalingsmiddel kan worden gebruikt
- Overheden en instellingen: Het ministerie voor Sociale Zaken en Werkgelegenheid voor de huisbezoeken door de Haagse Pandbrigade, ook zonder concrete verdenking van fraude.
- Voorstellen: Deep Packet Inspection, een permanente internettap op al het verkeer van alle Nederlandse internetters.

### 2011
Uitreiking op 7 maart 2012 in Pakhuis de Zwijger.
- Overheid: Het Korps Landelijke Politiediensten vanwege het gebruik van omstreden spyware en het opnieuw hacken van hacking-slachtoffers.
- Personen: Minister Edith Schippers voor het forceren van een doorstart van het elektronisch patiëntendossier ondanks dat het niet gesteund werd door de Eerste Kamer.
- Bedrijven: Facebook omdat ze naar de beurs gaan met persoonsgegevens van gebruikers zonder voldoende waarborg voor privacy.
- Publieksprijs: Fred Teeven voor het blijven afzwakken van privacywetgeving.

### 2013
Uitreiking op 29 augustus 2013 in Pakhuis de Zwijger.
- Publieksprijs: Ivo Opstelten
- Expertprijs: Belastingdienst

### 2014
- Publieksprijs: Ivo Opstelten, voor het in stand houden van de bewaarplicht.
- Expertprijs: Nederlandse Scholen, voor het uitwisselen van gegevens van leerlingen met uitgevers.[7]
- Winston Award: Edward Snowden[8]

### 2015
Uitreiking in de Stadsschouwburg Amsterdam. De winnaars van de publieksprijs en de expertprijs waren zelf aanwezig om de prijs in ontvangst te nemen. De Winston Award werd hernoemd naar de Felipe Rodriguez Award in nagedachtenis van de in 2015 overleden internet pionier Felipe Rodriguez.
- Publieksprijs: minister van Binnenlandse Zaken Ronald Plasterk, voor zijn plannen voor de meest vergaande afluisterwet voor geheime diensten die Nederland ooit heeft gehad en zijn gebrek aan het luisteren naar kritiek hierop.
- Expertprijs: de Nationale politie (Nederland), voor de inzet van ‘predictive policing’ op basis van big data
- Positieve privacyprijs Felipe Rodriquez Award: Max Schrems

### 2016
Uitreiking op 14 november 2016 in de Stadsschouwburg Amsterdam.
- Publieksprijs: voor de  minister van Volksgezondheid, Welzijn en Sport Edith Schippers voor haar voorstel voor een nieuwe Wet marktordening gezondheidszorg, die een uitbreiding mogelijk voor zorgverzekeraars om inzage te krijgen in de medisch dossiers.
  - overige genomineerden: Rob Bertholee hoofd AIVD en Whatsapp
- Expertprijs: voor de gemeente Rotterdam voor een wet die de mogelijkheid geeft te controleren of nieuwkomers bij de politie bekend zijn. Dit leidt tot volgens experts tot de volgende situatie: “Burgers worden hierbij tot potentiële risico’s bestempeld en in feite preventief gestraft voor daden die ze nog niet begaan hebben, op grond van criteria en data die ze niet kennen.”
- Positieve privacyprijs Felipe Rodriguez Award: voor Open Whisper Systems voor het ontwikkelen van de chat-app Signal en het gelijknamige protocol dat gebruikt wordt voor het beveiligen van WhatsApp.

### 2017
Uitreiking op 12 december 2017 in de Stadsschouwburg Amsterdam.
- Publieksprijs: Het Kabinet-Rutte III, vanwege het doordrukken van de omstreden sleepwet.
- Expertprijs: Focum, voor het handelen in data zonder verantwoordelijkheid te nemen.
- Positieve privacyprijs Felipe Rodriguez Award: Journalist Kashmir Hill voor haar berichtgeving over privacybescherming.

### 2018
Uitreiking op 22 januari 2019 in de Rode Hoed te Amsterdam
- Publieksprijs: Kamer van Koophandel
  - overige genomineerden: De Belastingdienst en Facebook[10]
- Expertprijs: minister van Volksgezondheid Hugo de Jonge
- Positieve prijs, de Felipe Rodriguez Award: Kirsten Fiedler, directeur van European Digital Rights (EDRi),

### 2019
Uitreiking op 29 november 2019 in Tivoli Vredenburg Utrecht.
- Publieksprijs: voor minister voor Rechtsbescherming Sander Dekkervanwege het risico op privacyschendingen in plannen om het Centraal Justitieel Incassobureau (CJIB) bevoegdheid te geven datasets aan elkaar te koppelen om ‘betaalprofielen’ van personen op te bouwen als hulpmiddel tot beter maatwerk bij schuldeninning.
  - overige genomineerden: Google en Coosto
- Expertprijs: voor Systeem Risico Indicatie (SyRI), een risicoprofileringssysteem dat onder meer tot doel heeft uitkeringsfraude op te sporen. Met effect dat door koppeling van verschillende datasets en geheime algoritmes buurten worden gestigmatiseerd en personen tot verdachte worden gemaakt zonder dat zij daarin tegen verweer kunnen komen
  - overige genomineerden: ZonMw en DUO
- Positieve prijs, de Felipe Rodriguez Award: Marleen Stikker, oprichter van de Waag, bedenker van De Digitale Stad, leverde een grote bijdrage aan het ontstaan van XS4ALL en ze is lid van de executive board van de nieuwe coalitie Public Spaces.

### 2020
- In verband met de coronapandemie niet uitgereikt.

### 2021
- Publieksprijs: Hugo de Jonge voor de manier waarop zijn ministerie de coronatoegangsbewijzen heeft ingevoerd
- Expertprijs: Ministerie van Justitie en Veiligheid[11]
- Positieve prijs, de Felipe Rodriguez Award: De mensenrechtenadvocaat Nani Jansen Reveltnow van de Digital Freedom Fund.[12]

### 2022
Uitreiking op 13 februari 2023 in De Brakke Grond in Amsterdam.
- Publieksprijs: Ylva Johansson voor het wetsvoorstel waarmee de vertrouwelijkheid op het internet wordt opgeheven.[14]
- Expertprijs: Minister van Binnenlandse Zaken Hanke Bruins Slot wegens facilitering van grenzeloze datahonger van geheime diensten en afbreken van toezicht op deze diensten.[14]
- Positieve prijs, de Felipe Rodriguez Award: "Erik", een klokkenluider die misstanden aan het licht bracht als Functionaris Gegevensbescherming misstanden.[14]

### 2023
Uitreiking op 15 januari 2024.
- Publieksprijs: demissionair minister Justitie en Veiligheid Dilan Yeşilgöz-Zegerius voor het aan het lot overlaten van mensen die onterecht op een terreurlijst staan.
- Expertprijs: Meta, X en Telegram voor het ontnemen van een stem van onschuldige mensen in oorlogsgebied. Ook doen ze te weinig aan de moderatie van gedeelde berichten: oproepen tot geweld of zelfs genocide blijven lang beschikbaar en vrijwel onbestraft.
- Positieve prijs:
  - Robin Pocornie (voormalig student bio-informatica), voor het aankaarten van racistische anti-spieksoftware van de Vrije Universiteit;
  - Wido Potters (internet service provider BIT), voor het laten zien dat je tegelijkertijd voor bedrijfsbelang én mensenrechten op kunt komen;
  - Muslim Rights Watch Nederland, vanwege hun inzet voor mensen die onterecht op een terreurlijst zijn geplaatst;
  - Niels Westerlaken (voormalig functionaris gegevensbescherming bij het ministerie van Buitenlandse Zaken), voor het bij het ministerie aankaarten van het discriminerende algoritme waarmee visumaanvragen worden beoordeeld;
  - Expertisecentrum SPOON, voor hun inzet voor een open en controleerbare overheid en uitoefening van Woo-verzoeken (ons recht op openbaarmaking).

### 2024
- Expertprijs: DPG Media voor het tracken en profileren van miljoenen nieuwsconsumenten.
- Publieksprijs: minister Financiën Eelco Heinen voor beleid dat indirect leidt tot privacyschendingen en discriminatie door financiële instellingen.
- Positieve prijs, de Felipe Rodriquez Award:
  - Marietje Schaake vanwege haar kritiek op het gebrek aan controle op Big Tech bedrijven.
  - Danny Mekić voor het aanklagen van X voor de praktijken van shadowbanning.

## Winnaars in België

### 2010
- Europese dataretentierichtlijn

### 2012
- Publieksprijs: Politiezone Westkust voor het VIP-project dat zich richt tegen hangjongeren in de kustgemeenten en de disproportionele toename van bewakingscamera’s
- Juryprijzen:
  - Categorie "Overheid": Politiezone Westkust
  - Categorie "Bedrijven": MoBIB-kaart van de MIVB
  - Categorie "Media en Technologie": Slimme energiemeters

Verder werd ook de zogenaamde Winston Award uitgereikt aan de persoon of organisatie die zich inzet ter bescherming van de privacy van de burgers. Yoogle!, een onlinespel van Constant vzw, kreeg die prijs toegekend.

### 2013
- Publieksprijs: Big Brother op de werkvloer (m.a.w. alle surveillerende werkgevers)
- Juryprijs: Automatische nummerplaatherkenning

### 2014
- Publieksprijs: Yves Liégeois[16]
- Juryprijs: Smartphone[16]
- Lifetime Achievement Award: National Security Agency[16]

### 2015
- Publieksprijs: Gulzige Apps[17][18]
- Juryprijs: Screenen van jongeren[17][19]

### 2016
- Publieksprijs: Facebook[20]
- Juryprijs: Facebook[20]

### 2017
- Publieksprijs: ANPR-camera's
- Juryprijs: 'State hacking', de overheid bespioneert zijn burgers[21]

## Galerij

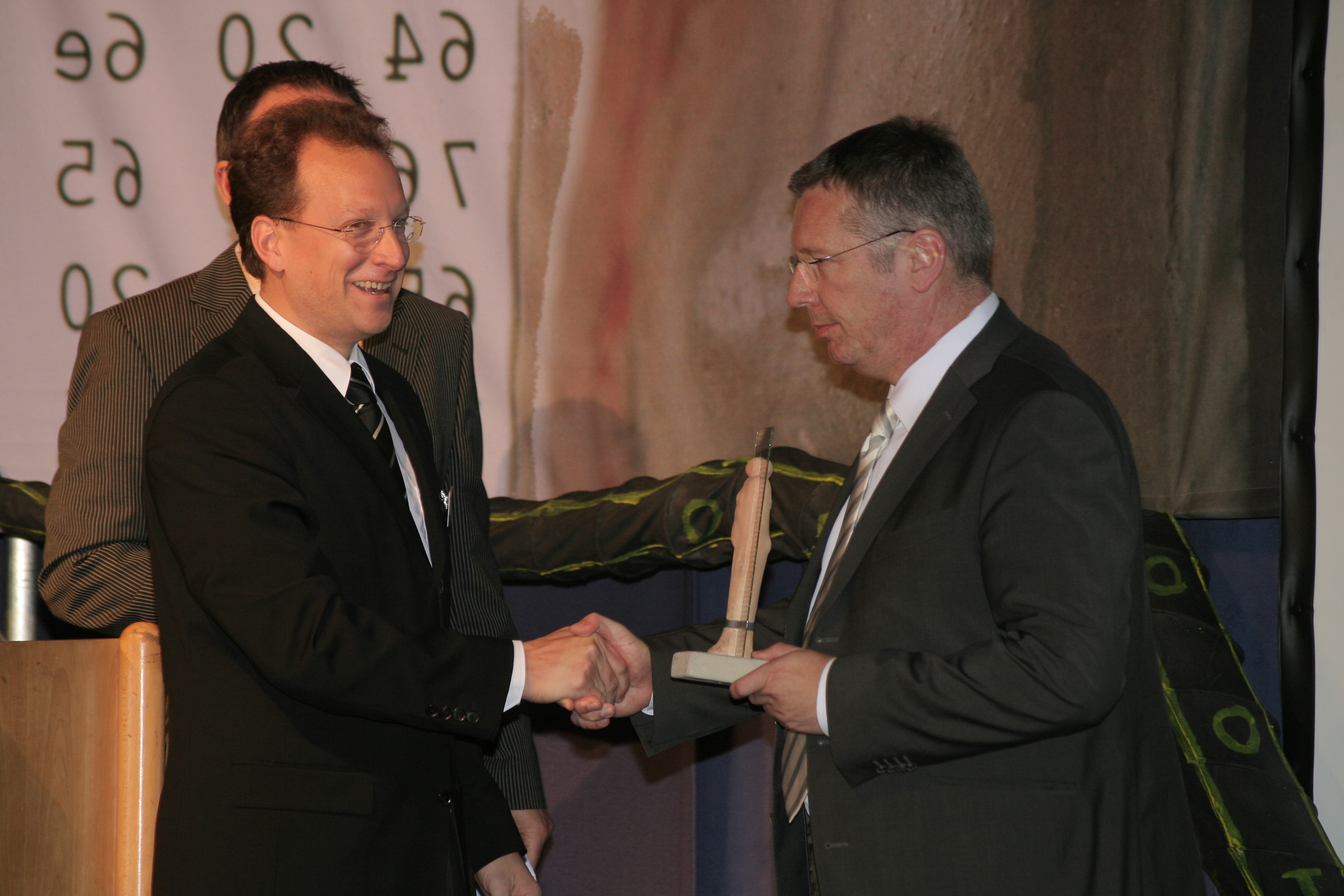
Big Brother Award 2008 (Germany)
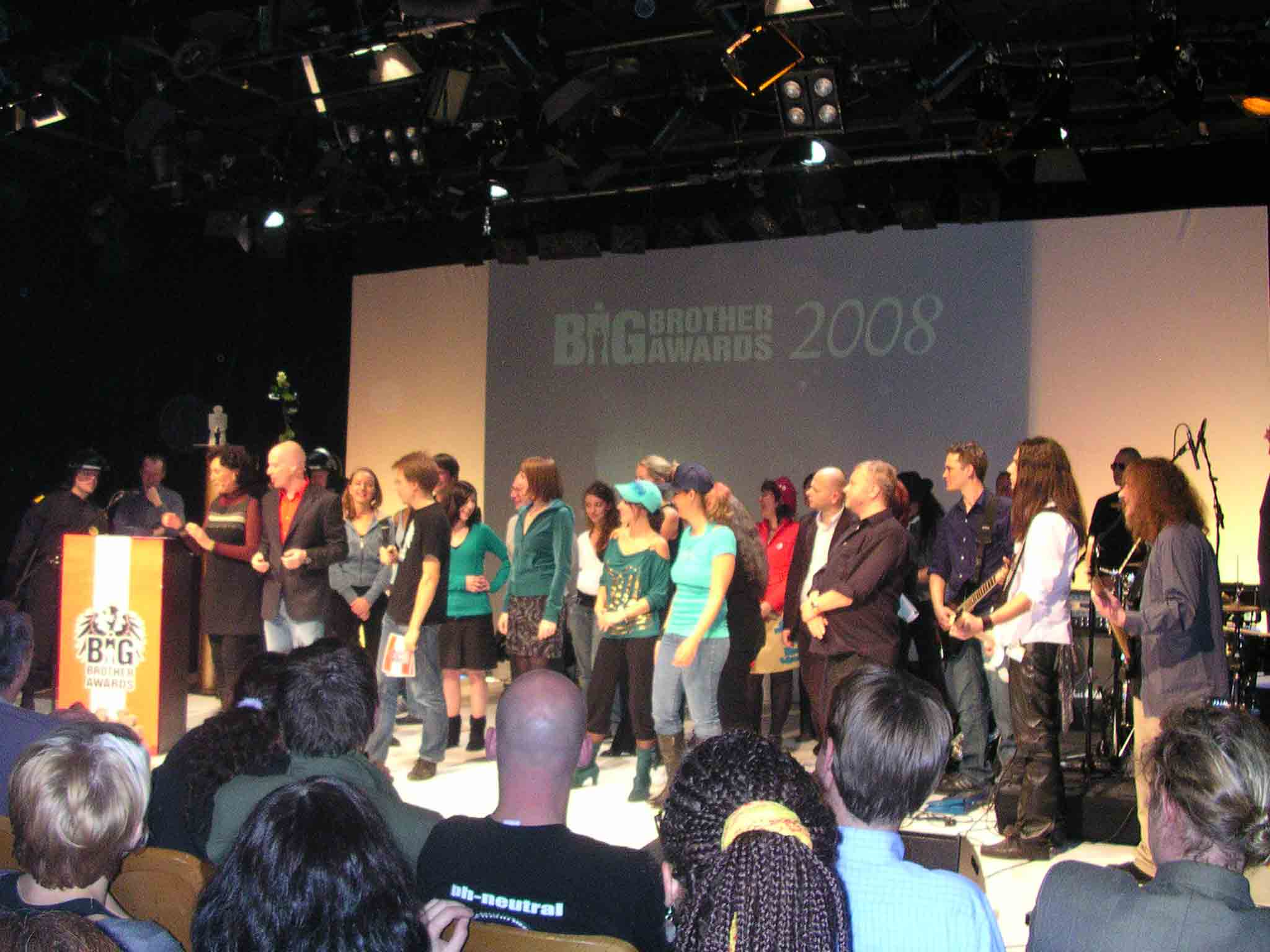
Big Brother Awards 2008 (Austria)
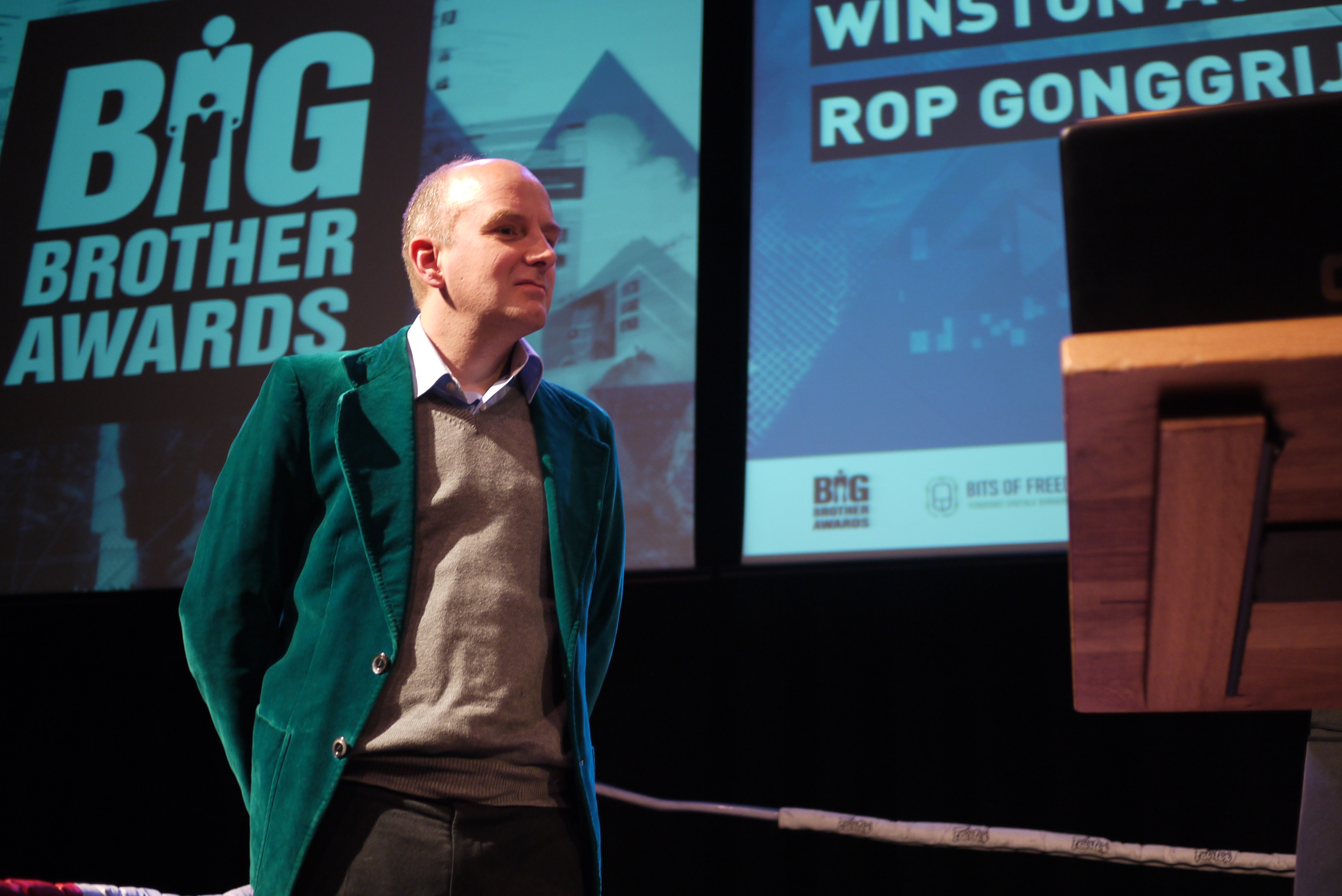
Big Brother Awards 2010 (Netherlands)
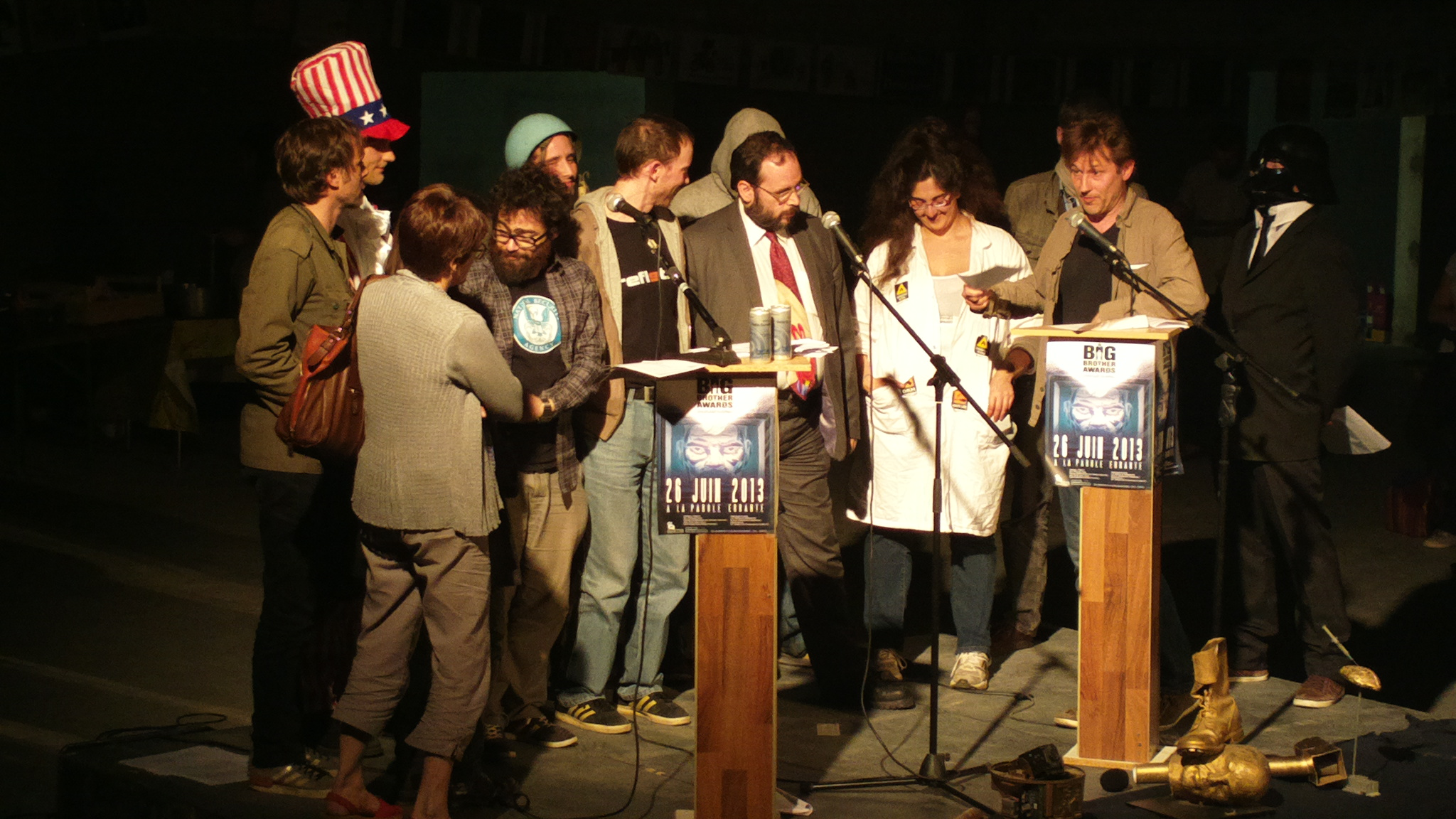
Big Brother Awards 2013 (France)